# Jean de Brébeuf
Jean de Brébeuf SJ (francês: [ʒɑ̃ də bʁe.bœf], português: [ʒã dɨ bʁe.bœf]) (Condé-sur-Vire, Normandia, Reino da França, 25 de março de 1593 – Aldeia hurônica de São Inácio, próxima de Sainte-Marie entre os Hurões, perto de Midland, Ontário, Canadá, 16 de março de 1649) foi um missionário jesuíta francês que viajou para a Nova França (Canadá) em 1625. Lá, trabalhou principalmente com os hurões pelo restante de sua vida, exceto por alguns anos na França, de 1629 a 1633. Aprendeu sua língua e costumes, escrevendo extensivamente sobre ambos para auxiliar outros missionários.
Em 1649, Brébeuf e outro missionário foram capturados durante um ataque iroquês que tomou uma aldeia hurônica (referida em francês como São Luís). Junto com os cativos hurões, os missionários foram ritualmente torturados e mortos em 16 de março de 1649. Depois, seu coração foi comido por membros da tribo iroquesa. Brébeuf foi beatificado em 1925 e, junto com outros oito missionários jesuítas, foi canonizado pela Igreja Católica em 1930.

## Biografia

### Primeiros anos
Brébeuf nasceu em 25 de março de 1593, em Condé-sur-Vire, Normandia, França (ele era tio do poeta Georges de Brébeuf). Ingressou na Companhia de Jesus em 1617, aos 24 anos, passando os dois anos seguintes sob a direção de Lancelot Marin. Entre 1619 e 1621, foi professor no colégio de Ruão. Brébeuf quase foi expulso da Companhia ao contrair tuberculose em 1620 — uma doença grave e geralmente fatal, que o impediu de estudar e lecionar pelos períodos tradicionais.
Seu desempenho como estudante não foi particularmente notável, mas Brébeuf já começava a demonstrar aptidão para línguas. Mais tarde, na Nova França, ele ensinaria línguas indígenas americanas a missionários e comerciantes franceses. Brébeuf foi ordenado sacerdote na Catedral de Pontoise em fevereiro de 1622.

### Missionário
Após três anos como ecônomo no Colégio de Ruão, Brébeuf foi escolhido pelo Provincial da França, padre Pierre Coton, para embarcar nas missões para a Nova França.
Em junho de 1625, Brébeuf chegou a Quebec com os padres Charles Lalemant e Énemond Massé, juntamente com os irmãos leigos François Charton e Gilbert Burel. Ele trabalhou na missão de Sainte-Marie entre os hurões. Durante cerca de cinco meses, Brébeuf viveu com uma tribo de montagnais, que falavam uma língua algonquina. Posteriormente, em 1626, foi designado para trabalhar entre os hurões, juntamente com o padre Anne Nouée. A partir de então, Brébeuf atuou principalmente como missionário entre os hurões, que falavam uma língua iroquesa. Brébeuf chegou a residir brevemente com a Tribo do Urso em Toanché, mas não obteve sucesso em convertê-los ao catolicismo. Foi chamado de volta a Quebec devido ao perigo ao qual toda a colônia estava então exposta por causa dos ingleses. Ele chegou a Quebec em 17 de julho de 1628, após dois anos de ausência. Em 19 de julho de 1629, Samuel de Champlain se rendeu, e os missionários retornaram à França.
Em Ruão, Brébeuf atuou como pregador e confessor, fazendo seus votos finais na Companhia de Jesus em 1630. Entre 1631 e 1633, trabalhou no Colégio de Eu (atualmente localizado em Sena Marítimo), no norte da França, como ecônomo, ministro e confessor. Ele retornou à Nova França em 1633, onde viveu e trabalhou pelo resto de sua vida.
Junto com Antoine Daniel e Ambroise Davost, Brébeuf escolheu Ihonatiria (São José I) como centro da atividade missionária entre os hurões. Na época, os hurões sofriam com epidemias de novas doenças eurasiáticas contraídas dos europeus. As taxas de mortalidade eram altas, pois não tinham imunidade contra essas doenças, que já eram endêmicas na Europa há muito tempo. Eles — como sabemos hoje com clareza — culparam corretamente os europeus pelas mortes, embora nenhuma das partes compreendesse as causas.
Chamado de Échon pelos hurões, Brébeuf envolveu-se pessoalmente com o ensino. Suas longas conversas com amigos hurões lhe proporcionaram um bom conhecimento da cultura e da espiritualidade deles. Ele aprendeu a língua hurona e a ensinou a outros missionários e colonos. Companheiros jesuítas, como Paul Ragueneau, descrevem sua facilidade e adaptabilidade ao modo de vida dos hurões.
Seus esforços para desenvolver um registro etnográfico completo dos hurões foram descritos como “a mais longa e ambiciosa descrição etnográfica de todas as Relações Jesuítas”. Brébeuf tentou encontrar paralelos entre a religião hurona e o cristianismo, a fim de facilitar a conversão dos hurões ao catolicismo. Era conhecido entre os hurões por suas aparentes habilidades xamânicas, especialmente na produção de chuva. Apesar de seus esforços para aprender os costumes locais, considerava as crenças espirituais dos hurões pouco desenvolvidas e “ilusões tolas”; estava decidido a convertê-los ao cristianismo. Brébeuf não era universalmente popular entre os hurões, pois muitos acreditavam que ele era um feiticeiro. Em 1640, quase metade da população hurona havia morrido de varíola, e essas perdas abalaram profundamente sua sociedade. Muitas crianças e anciãos faleceram. Com seus entes queridos morrendo diante de seus olhos, muitos hurões começaram a ouvir as palavras dos missionários jesuítas que, não sendo afetados pela doença, pareciam homens de grande poder.
O progresso de Brébeuf como missionário na obtenção de conversões foi lento. Somente em 1635 alguns hurões aceitaram ser batizados como cristãos. Ele afirmava ter feito 14 conversões até 1635 e, no ano seguinte, alegava ter alcançado 86. Em 1636, escreveu um relato detalhado sobre a Festa dos Mortos dos hurões, um sepultamento coletivo dos restos mortais de entes queridos após a mudança de localização de uma aldeia. A cerimônia era acompanhada por rituais elaborados e troca de presentes.
Em 1638, Brébeuf entregou a direção da missão em Saint-Joseph I a Jérôme Lalemant; ele foi designado para se tornar Superior da recém-fundada Saint-Joseph II. Em 1640, após uma missão malsucedida no território da Nação Neutra, Brébeuf quebrou a clavícula. Foi enviado a Quebec para se recuperar e passou a atuar como procurador das missões. Ensinava aos hurões, exercia o papel de confessor e conselheiro das ursulinas e das Religiosas Hospitalares. Aos domingos e dias festivos, pregava aos colonos franceses.
Brébeuf é creditado como o compositor do "Huron Carol" (Cântico Hurão), a canção de Natal mais antiga do Canadá, escrita por volta de 1642. Ele escreveu a letra na língua nativa do povo Huron/Wendat. A melodia da canção é baseada em uma música folclórica tradicional francesa, "Une Jeune Pucelle" (Uma Jovem Donzela).

### Trabalho linguístico
O rigor educacional dos seminários jesuítas preparava os missionários para adquirirem as línguas nativas. No entanto, como haviam aprendido línguas clássicas e românicas, provavelmente enfrentaram dificuldades com as convenções muito diferentes das línguas indígenas do Novo Mundo. O estudo das línguas por Brébeuf também foi moldado por sua formação religiosa. A teologia católica da época buscava conciliar o conhecimento das línguas do mundo com os relatos bíblicos sobre a Torre de Babel, considerados a base da história europeia. Essa influência pode ser percebida em sua discussão sobre linguagem nos relatos reunidos em The Jesuit Relations.
A notável facilidade de Jean de Brébeuf com as línguas foi uma das razões pelas quais ele foi escolhido para a missão entre os hurões em 1626. Ele se destacou pelo seu compromisso em aprender a língua hurona (Wyandot). Pessoas com uma atitude positiva em relação à língua geralmente aprendem muito mais facilmente. Brébeuf era amplamente reconhecido como o que melhor dominava o estilo de oratória nativo, que utilizava metáforas, circunlóquios e repetição. Aprender a língua ainda era uma tarefa árdua, e ele escreveu para alertar outros missionários sobre as dificuldades.
Para explicar o baixo número de convertidos, Brébeuf observou que os missionários primeiro precisavam dominar a língua hurona. Seu comprometimento com esse trabalho demonstra que ele compreendia que a inteligibilidade mútua era vital para comunicar ideias religiosas complexas e abstratas. Ele acreditava que aprender as línguas nativas era imprescindível para as missões jesuítas, mas ressaltava que essa tarefa era tão difícil que consumia a maior parte do tempo do padre. Brébeuf sentia que seu objetivo principal nos primeiros anos na Nova França era aprender a língua.
Com a crescente proficiência na língua Wyandot, Brébeuf tornou-se otimista quanto ao avanço de seus objetivos missionários. Ao compreender as crenças religiosas dos hurões e comunicar os fundamentos do cristianismo, ele poderia conquistar convertidos para a fé cristã. Ele percebeu que o povo não abandonaria todas as suas crenças tradicionais.
Brébeuf trabalhou incansavelmente para registrar suas descobertas para o benefício de outros missionários. Ele baseou-se no trabalho dos padres Recoletos, mas avançou significativamente no estudo, especialmente em suas representações dos sons. Descobriu e relatou a característica das palavras compostas na língua hurona, que pode ter sido sua maior contribuição linguística. Essa descoberta teve enormes consequências para estudos posteriores, tornando-se a base para todo o trabalho linguístico jesuíta subsequente.
Ele traduziu o catecismo de Ledesma do francês para o huron e providenciou sua impressão. Foi o primeiro texto impresso nessa língua (com ortografia francesa). Ele também compilou um dicionário de palavras huronas, dando ênfase à tradução de frases religiosas, como as provenientes de orações e da Bíblia.

### Falecimento

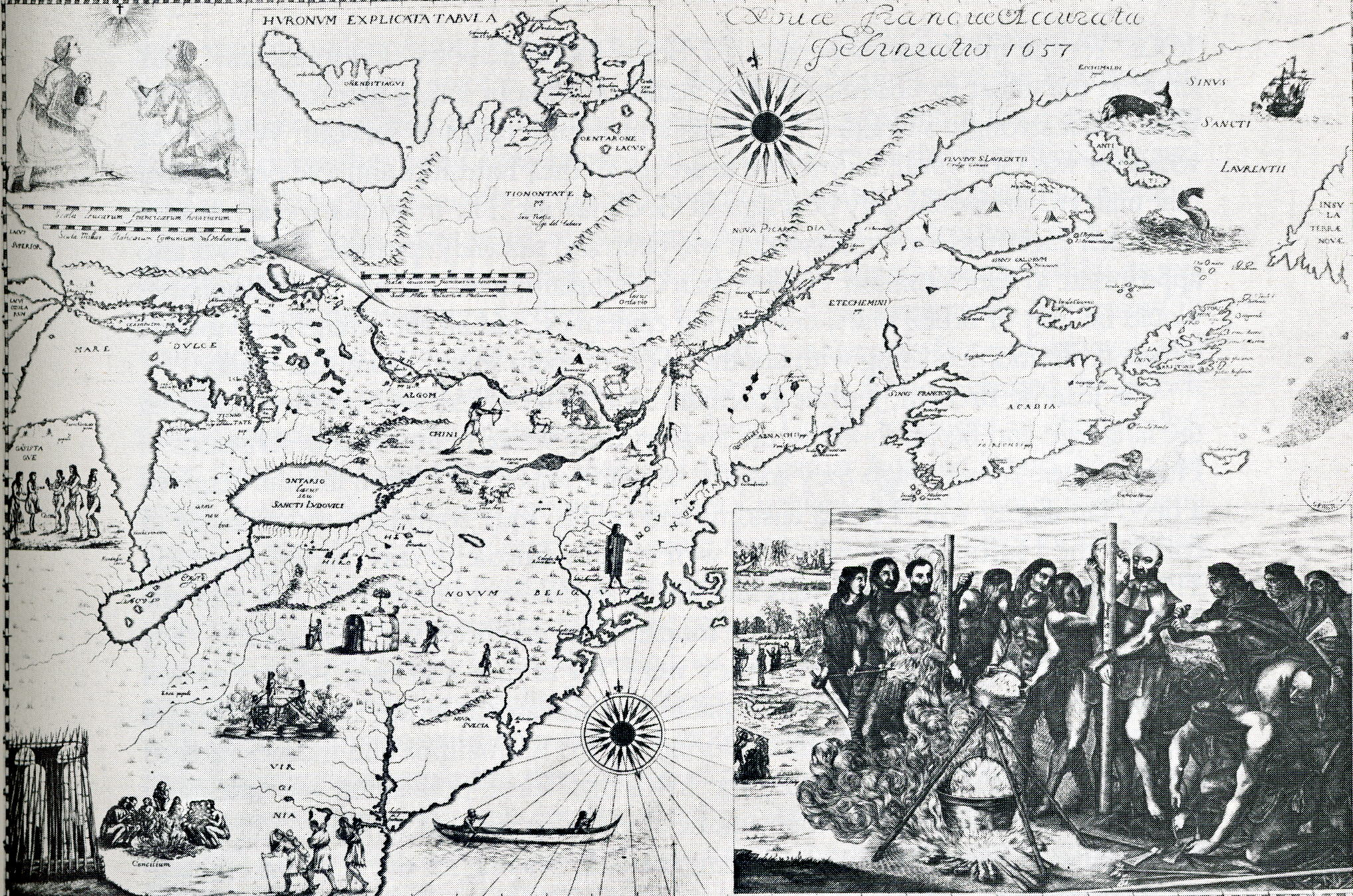
O mapa de Bressani de 1657 retrata o martírio de Jean de Brébeuf e Gabriel Lalemant.

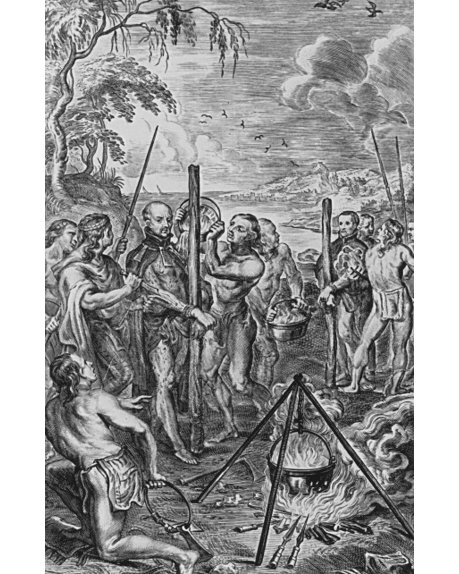
Jean de Brébeuf e Gabriel Lalemant estão prontos para o “batismo” com água fervente/fogo e para o esfolamento pelos iroqueses em 1649.

Brébeuf foi morto em St. Ignace, na Hurônia, em 16 de março de 1649. Ele havia sido feito prisioneiro junto com Gabriel Lalemant quando os iroqueses destruíram a aldeia missionária hurônica em Saint-Louis. Os iroqueses levaram os padres para a aldeia ocupada de Taenhatenteron (também conhecida como St. Ignace), onde submeteram os missionários e os convertidos nativos a torturas rituais antes de matá-los. Os iroqueses então canibalizaram seu corpo.
Três padres haviam sido mortos na terra dos mohawks, em Ossernenon, nos anos de 1642 e 1646. Antoine Daniel foi morto em um ataque semelhante dos iroqueses em 1648. Charles Garnier foi morto pelos iroqueses em dezembro de 1649, em uma aldeia dos petuns (Povo do Tabaco), e Noël Chabanel também foi martirizado naquele ano, no conflito entre os mohawks e outras tribos. Os jesuítas consideravam o martírio dos padres como prova de que a missão junto aos povos indígenas era abençoada por Deus e teria sucesso.
Durante toda a tortura, foi relatado que Brébeuf se mostrou mais preocupado com o destino dos outros jesuítas e dos indígenas convertidos que haviam sido capturados do que consigo mesmo. Como parte do ritual, os iroqueses beberam seu sangue e comeram seu coração, pois queriam absorver a coragem de Brébeuf em suportar a dor. Os iroqueses zombaram do batismo derramando água fervente sobre sua cabeça. Em seguida, o canibalizaram.
Os jesuítas Christophe Regnault e Paul Ragueneau forneceram os dois relatos sobre as mortes de Jean de Brébeuf e Gabriel Lalemant. Segundo Regnault, eles souberam das torturas e mortes por meio de testemunhos de refugiados hurões que haviam escapado de Saint-Ignace. Regnault foi verificar os corpos para confirmar os relatos, e o relato de seu superior, Ragueneau, baseou-se nesse testemunho. Os principais relatos da morte de Brébeuf vêm das Relações Jesuíticas (The Jesuit Relations). Os relatos jesuítas de sua tortura destacam sua natureza estoica e aceitação, alegando que ele sofreu em silêncio, sem reclamar.
O potencial martírio era um componente central da identidade missionária jesuíta. Os missionários que iam para o Canadá sabiam que corriam riscos devido às condições adversas, bem como ao confronto com culturas desconhecidas. Eles esperavam morrer em nome de Deus; acreditavam que a vida missionária e seus perigos eram uma oportunidade tanto para salvar convertidos quanto para alcançar a própria salvação.

### Relíquias, beatificação e canonização

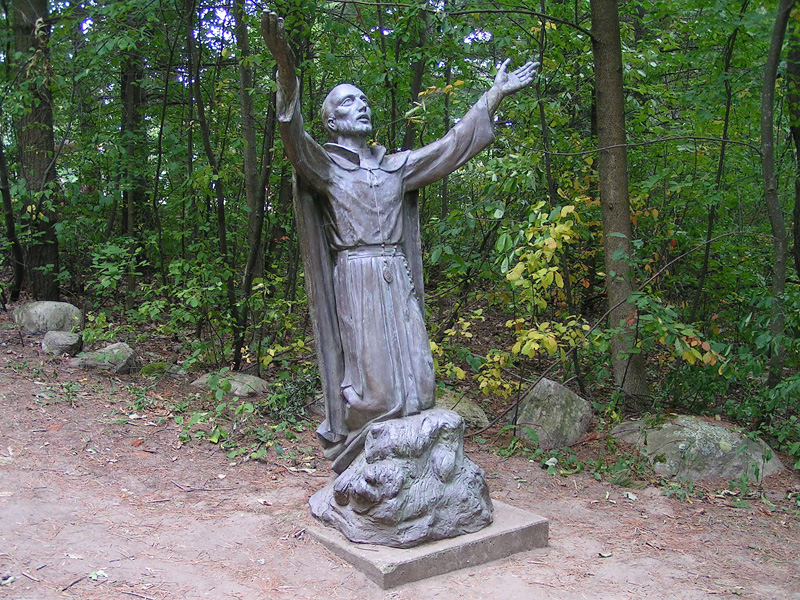
Estátua de Jean de Brébeuf no local do Santuário dos Mártires, Midland, Ontário.

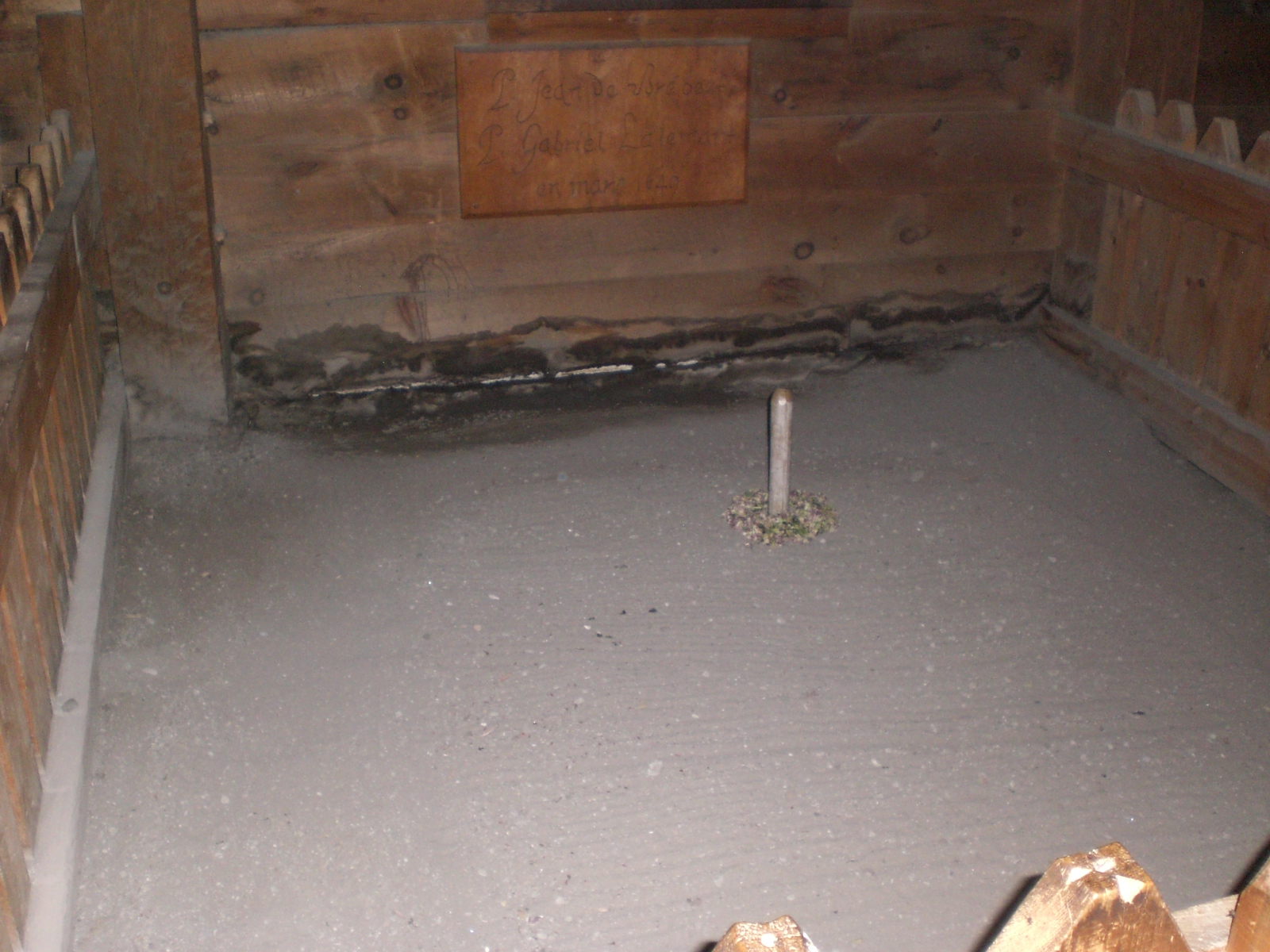
Túmulo de Brébeuf e Lalemant em Sainte-Marie entre os Hurons.

Os padres Brébeuf e Lalemant foram resgatados e enterrados juntos em um cemitério de Sainte-Marie. As relíquias de Brébeuf mais tarde se tornaram objetos religiosos importantes na Nova França católica. O historiador Allan Greer observa que "sua morte parecia se encaixar no perfil de um fim perfeito de mártir" e foi precedida por sinais religiosos considerados correspondentes à Paixão de Cristo, o que aumentou a importância de Brébeuf. Em 21 de março de 1649, inspetores jesuítas encontraram os corpos de Brébeuf e Lalemant. No final da primavera de 1649, Christophe Regnault preparou os restos mortais de Brébeuf e Lalemant para serem transportados a Québec, para segurança. Regnault ferveu a carne restante e a enterrou novamente na igreja da missão, raspou os ossos e os secou em um forno, envolveu cada relíquia separadamente em seda, depositou-as em dois pequenos baús e os enviou para Québec.
A família de Brébeuf posteriormente doou seu crânio, guardado em um relicário de prata, às ordens da Igreja Católica em Québec. Ele foi mantido pelas mulheres do Hôtel-Dieu de Québec e do convento das Ursulinas de 1650 até 1925, quando as relíquias foram transferidas para o Seminário de Québec para uma cerimônia em celebração à beatificação de Brébeuf. Na tradição católica romana, as relíquias são veneradas como sacramentais, conferindo aos fiéis um vínculo tangível com a santidade dos bem-aventurados e um meio de solicitar sua intercessão junto a Deus.
Em 1652, Paul Raguenau revisou as Relations e extraiu o material relativo aos mártires da Nova França. Ele formalizou esse conteúdo em um documento, a ser utilizado como base para o processo de canonização, intitulado Mémoires touchant la mort et les vertus (des Pères Jésuites), ou o Manuscrito de 1652. As comunidades religiosas da Nova França consideravam os mártires jesuítas como imitadores dos santos anteriores da Igreja Católica. Nesse sentido, Brébeuf em particular, e outros como ele, reforçavam a noção de que "...o Canadá era uma terra de santos".
Catarina de Santo Agostinho disse que Brébeuf lhe apareceu em uma visão no Hôtel-Dieu de Québec enquanto ela estava em um estado de “êxtase místico”, atuando como seu diretor espiritual. Segundo um relato, Catarina de Santo Agostinho triturou parte de uma relíquia óssea de Brébeuf e a misturou em uma bebida dada a um homem herege e mortalmente doente. Diz-se que o homem foi curado da doença. Em outro episódio, entre 1660 e 1661, uma mulher possuída foi exorcizada com a ajuda de uma das costelas de Brébeuf, novamente sob os cuidados de Catarina de Santo Agostinho. As circunstâncias exatas desse evento são objeto de disputa. As relíquias de Brébeuf também foram utilizadas por freiras que cuidavam de soldados huguenotes (protestantes) feridos, e elas “relataram que sua assistência lascas do osso colocadas nas bebidas dos soldados ajudou a resgatar esses pacientes da heresia”.
Jean de Brébeuf foi canonizado pelo Papa Pio XI em 29 de junho de 1930, e proclamado um dos santos padroeiros do Canadá pelo Papa Pio XII em 16 de outubro de 1940. Uma reportagem contemporânea sobre a canonização declara: "Brébeuf, o 'Ajax da missão', destaca-se entre eles — outros canonizados junto com ele — por sua estatura gigantesca, um homem de nascimento nobre, de paixões vigorosas domadas pela religião," descrevendo tanto o homem quanto seu impulso definidor segundo os termos formais da hagiografia.
Os reverendíssimos jesuítas do Canadá e dos Estados Unidos anunciaram, para o ano de 2024, uma peregrinação solene das sagradas relíquias de São Jean de Brébeuf por ambas as nações, com o intuito de promover a devoção e a fé católica entre os fiéis.

### Era moderna

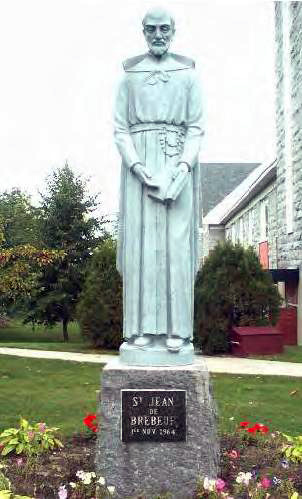
Estátua de Jean de Brébeuf em Trois-Rivières.

Diz-se que o nome moderno do esporte nativo norte-americano lacrosse foi cunhado pela primeira vez por Brébeuf, que achou que os bastões usados no jogo lhe lembravam o báculo de um bispo (crosse em francês, e com o artigo definido feminino, la crosse).
Ele está sepultado na Igreja de São José, na reconstruída missão jesuíta de Sainte-Marie entre os Hurões, do outro lado da Rodovia 12 em relação à Igreja Católica do Santuário dos Mártires, próxima a Midland, Ontário. Uma placa próxima ao túmulo de Jean de Brébeuf e Gabriel Lalemant foi desenterrada durante escavações em Sainte-Marie, em 1954. As inscrições dizem: "P. Jean de Brébeuf / bruslé par les Iroquois / le 17 de mars l’an / 1649" (Padre Jean de Brébeuf, queimado pelos iroqueses, 17 de março de 1649).
Em setembro de 1984, o Papa João Paulo II rezou diante do crânio de Brébeuf antes de participar plenamente de uma celebração ecumênica ao ar livre nos arredores do Santuário dos Mártires, nas proximidades. A cerimônia contou com a presença de aproximadamente 75.000 pessoas e mesclou rituais pré-cristãos dos povos originários com a liturgia católica.
Numerosas escolas foram nomeadas em sua homenagem:
- Escola St. Jean Brebeuf em Calgary, Alberta[28]
- Escola Secundária Regional St. John Brebeuf em Abbotsford, Colúmbia Britânica[29]
- Escola St. John Brebeuf em Winnipeg, Manitoba, que faz parte da Paróquia Católica St. John Brebeuf[30]
- Brebeuf College School em Toronto, Ontário[31]
- Escola Secundária Católica St. Jean de Brébeuf em Hamilton, Ontário[32]
- Escola Elementar Católica St. Jean de Brébeuf em Brantford, Ontário (fechada em 2009)[33]
- Escola Secundária Católica St. Jean de Brebeuf em Vaughan, Ontário[34]
- Escola Católica St. Jean Brebeuf em Brampton, Ontário[35]
- Escola Católica St. John Brebeuf em Erin, Ontário, que integra a Paróquia Católica St. John Brebeuf, pertencente à Diocese Católica Romana de Hamilton, Ontário[36]
- Collège Jean-de-Brébeuf em Montreal, Quebec[37][38]
- École Jean-de-Brébeuf em Gatineau, Québec[39]
- Brebeuf Jesuit Preparatory School em Indianapolis, Indiana[40]

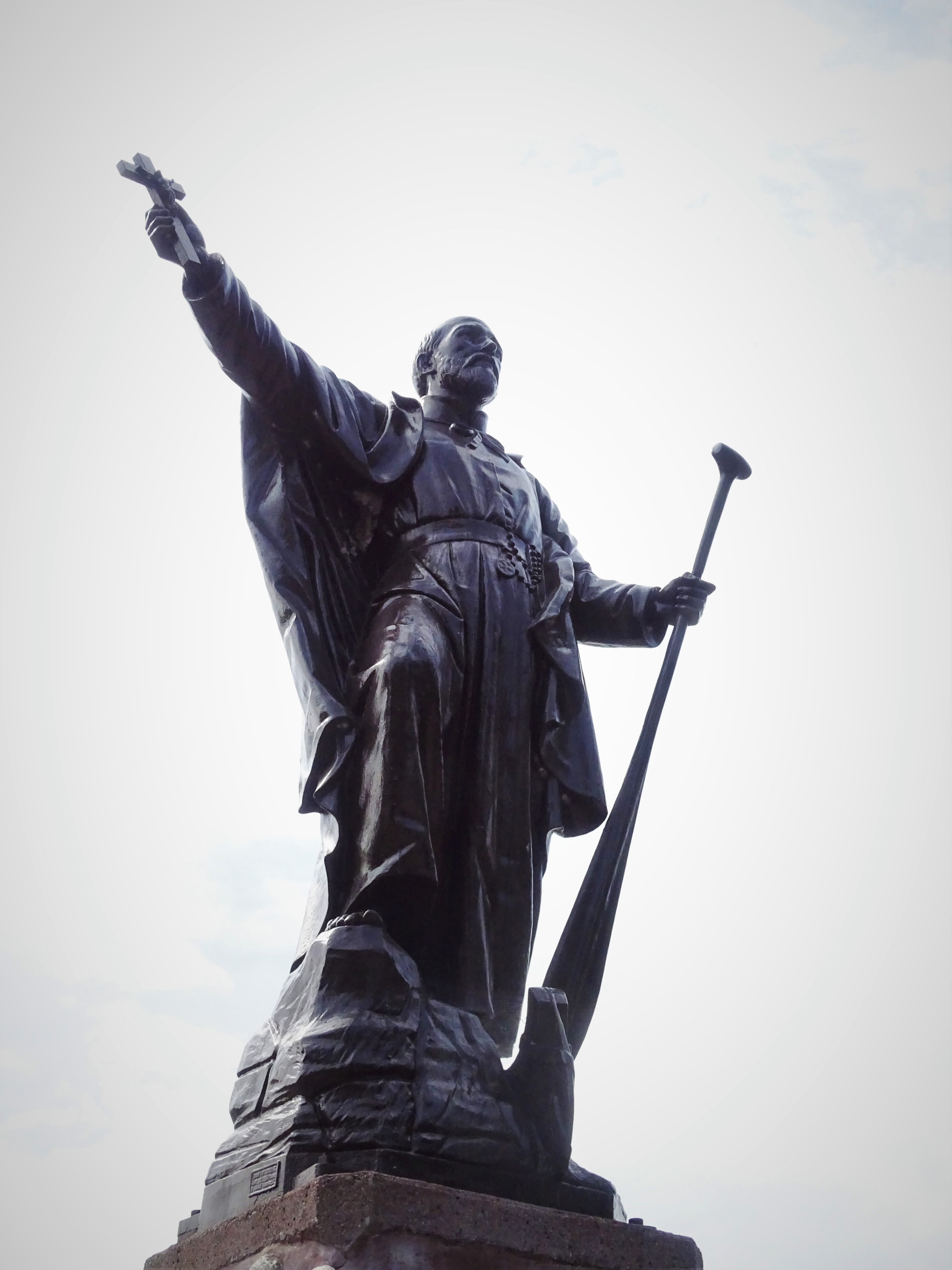
Estátua no Parc Brébeuf, Gatineau

Existe a Église St-Jean de Brébeuf em Sudbury, Ontário, e uma Paróquia Católica St. John Brebeuf em Niles, Illinois, EUA. Há também uma unidade no Camp Ondessonk, na Floresta Nacional de Shawnee, nomeada em homenagem a Jean de Brébeuf. O acampamento católico é dedicado a todos os Mártires da América do Norte e àqueles que os auxiliaram.
O município paroquial de Brébeuf, em Quebec, leva seu nome, assim como a rue de Brébeuf no bairro Plateau Mont-Royall, em Montreal. O Parc Brébeuf, na região de Hull em Gatineau, Quebec, também foi nomeado em sua homenagem e abriga uma estátua.
O personagem Christophe no romance The Orenda, de 2013, escrito por Joseph Boyden, é baseado em Jean de Brébeuf. O romance venceu a competição Canada Reads de 2014, um programa de debates com sistema de votação por eliminação transmitido pela CBC Radio.
Jean de Brébeuf é o tema do poema épico em versos brancos Brébeuf and his Brethren, do poeta canadense E. J. Pratt, membro da Royal Society of Canada (FRSC). Por essa obra, Pratt recebeu um de seus três Prêmios do Governador-Geral de Poesia em 1940.
A influência de Jean de Brébeuf transcende os séculos, manifestando-se não apenas na geografia e na toponímia de várias regiões da América do Norte, mas também na cultura e na literatura contemporâneas. Sua vida e legado continuam a inspirar obras artísticas, memoriais e instituições que preservam a memória dos mártires e promovem a valorização da história dos povos indígenas e da missão jesuítica. Assim, Brébeuf permanece uma figura central na herança religiosa e cultural do Canadá e dos Estados Unidos, simbolizando a fé, a coragem e o compromisso com o evangelho.